# Gymnodactylus
Gymnodactylus es un género de geckos de la familia Phyllodactylidae. Son geckos nocturnos que se encuentran en Brasil.

## Especies
Se reconocen las siguientes cinco especies:
- Gymnodactylus amarali Barbour, 1925
- Gymnodactylus darwinii (Gray, 1845)
- Gymnodactylus geckoides Spix, 1825
- Gymnodactylus guttulatus Vanzolini, 1982
- Gymnodactylus vanzolinii Cassimiro & Rodrigues, 2009